# Komisariaty Straży Granicznej (1928–1939)
Komisariat Straży Granicznej II RP – jednostka organizacyjna Straży Granicznej II RP.
Komisariaty Straży Granicznej były częścią składową Inspektoratów granicznych. Ochraniany odcinek granicy wynosił od 30 do 40 kilometrów w zależności od charakteru ochranianego odcinka, nasilenia przestępczości itp.
Komisariaty składały się z czterech–pięciu placówek I linii i jednej–dwóch placówek II linii.
Na czele Komisariatu stał kierownik zwykle w stopniu podkomisarza i komisarza. Niekiedy zdarzało się, że kierownikiem komisariatu zostawał strażnik w stopniu aspiranta. Przeciętny stan osobowy komisariatu wynosił od trzydziestu do siedemdziesięciu ludzi.
Rozkazem nr 2 z 8 września 1938 roku w sprawie terminologii odnośnie władz i jednostek organizacyjnych formacji, dowódca Straży Granicznej płk Jan Gorzechowski wprowadził tytuł komendanta w miejsce dotychczasowego kierownika.

## Zadania komisariatu
- Nadzór nad podległymi placówkami;
- Pomoc w pełnieniu służby granicznej;
- Organizacja wywiadu na podległym terenie;
- Współpraca z miejscowymi urzędami, policją;
- Organizacja szkolenia szeregowych Straży Granicznej;
- Pomoc w prowadzeniu zajęć z przysposobienia wojskowego.